# Mesosemia ibycus
Mesosemia ibycus är en fjärilsart som beskrevs av William Chapman Hewitson 1847. Mesosemia ibycus ingår i släktet Mesosemia och familjen Riodinidae. Inga underarter finns listade i Catalogue of Life.

## Bildgalleri

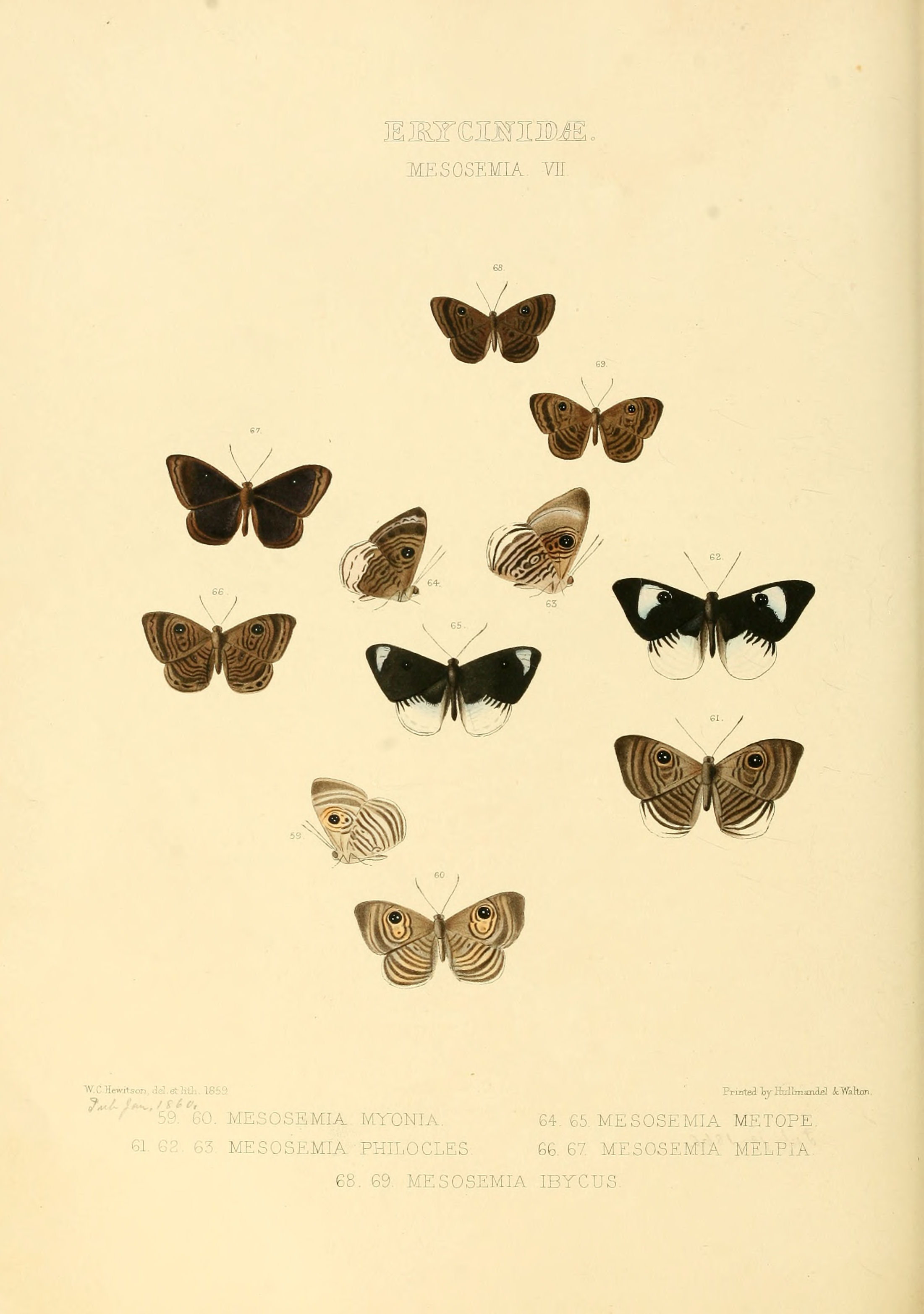